# Jang Song-man
Jang Song-man (* 17. August 1985 in Kangwŏn-do) ist ein nordkoreanischer Tischtennisspieler, der von 2005 bis 2012 international auftrat. Er nahm an vier Weltmeisterschaften und zwei Olympischen Spielen teil.

## Werdegang
Jang Song-man ist Rechtshänder und Abwehrspieler. Er nahm an den Weltmeisterschaften 2008, 2010, 2011 und 2012 teil, kam dabei jedoch nie in die Nähe von Medaillenrängen.
2008 qualifizierte er sich für den Einzelwettbewerb bei den Olympischen Spielen. Dabei gewann er gegen Marcelo Aguirre (Paraguay), Song Liu (Argentinien) und He Zhiwen (Spanien). Danach schied er in der Runde der letzten 32 durch eine Niederlage gegen Li Ching aus. 2012 landete er im Mannschaftswettbewerb bei den Olympischen Spielen auf Platz neun.
Im Mai 2012 wurde Jang Song-man in der ITTF-Weltrangliste auf Platz 54 geführt.

## Turnierergebnisse
| Verband | Veranstaltung           | Jahr | Ort         | Land | Einzel        | Doppel        | Mixed         | Team |
| ------- | ----------------------- | ---- | ----------- | ---- | ------------- | ------------- | ------------- | ---- |
| PRK     | Asienmeisterschaft ATTU | 2009 | Lucknow     | IND  | Viertelfinale |               | Viertelfinale |      |
| PRK     | Asienspiele             | 2010 | Guangzhou   | CHN  | letzte 16     |               |               |      |
| PRK     | ITTF Pro Tour           | 2011 | Doha        | QAT  |               | Viertelfinale |               |      |
| PRK     | ITTF Pro Tour           | 2010 | Suzhou      | CHN  | letzte 64     |               |               |      |
| PRK     | ITTF Pro Tour           | 2010 | Kuwait City | KUW  | letzte 32     |               |               |      |
| PRK     | ITTF Pro Tour           | 2008 | Changchun   | CHN  | letzte 32     |               |               | 5    |
| PRK     | ITTF Pro Tour           | 2005 | Shenzhen    | CHN  | letzte 64     | letzte 16     |               |      |
| PRK     | ITTF Pro Tour           | 2005 | Harbin      | CHN  | letzte 32     | letzte 16     |               |      |
| PRK     | Olympische Spiele       | 2012 | London      | ENG  | keine Teiln.  |               |               | 9    |
| PRK     | Olympische Spiele       | 2008 | Peking      | CHN  | letzte 32     |               |               |      |
| PRK     | Weltmeisterschaft       | 2012 | Dortmund    | GER  |               |               |               | 13   |
| PRK     | Weltmeisterschaft       | 2011 | Rotterdam   | NED  | letzte 64     | letzte 64     | letzte 64     |      |
| PRK     | Weltmeisterschaft       | 2010 | Moskau      | RUS  |               |               |               | 13   |
| PRK     | Weltmeisterschaft       | 2008 | Guangzhou   | CHN  |               |               |               | 25   |